# Тоутовайні
Тоутовайні (Petroicinae) — підродина горобцеподібних птахів родини тоутоваєвих (Petroicidae). Містить 2 роди з 15 видами.

## Поширення
Представники підродини поширені в Австралії, Новій Зеландії, Новій Гвінеї та на інших островах Океанії.

## Роди
- Рудоспинний тоутоваї (Eugerygone) — 1 вид
- Тоутоваї (Petroica) — 14 видів